# Manuel Seijas Lozano
Manuel Seijas Lozano (Almuñécar, 27 de desembre de 1800– Madrid, 10 de desembre de 1868) va ser un polític espanyol, ministre durant el regnat d'Isabel II d'Espanya.

## Biografia
Va estudiar dret a la Universitat de Granada i aviat es va dedicar a la política. Va guanyar un escó per la seva província natal a les legislatures de 1837 a 1838, de 1845 a 1854 i de 1863 a 1868 pel Partit Moderat; també fou president interí de les Corts Espanyoles del 16 al 19 de desembre de 1848. Molt jove va ser designat Degà del Col·legi de la Cancelleria de Granada. Més tard fou designat a Madrid Fiscal del Tribunal Suprem, en 1839 fou catedràtic de filosofia del dret de l'Ateneu de Madrid i el 1840 i 1848 va presidir la Reial Acadèmia de Jurisprudència i Legislació.
Nomenat el 1847 ministre de la Governació al Govern del duc de Sotomayor, i participà en la codificació del Codi Penal Espanyol de 1848. El 1850 passa a ser ministre de Foment i, l'any següent, i molt breument ministre d'Hisenda. Més endavant, el 1856, i al Govern Narváez, Manuel Seijas va ser ministre de Gracia i Justícia. Novament nomenat ministre de la Governació en 1857 va acabar la seva carrera política el 1864, a un altre Govern Narváez, en el qual va ocupar la cartera d'Ultramar. El1866 va presidir el Senat d'Espanya.
Al marge de la seva activitat política, el 1852 fou escollit acadèmia de la Reial Acadèmia de la Història i el 1857 ho fou de la Reial Acadèmia de Ciències Morals i Polítiques La revolució de 1868 el va sorprendre sent magistrat de l'Audiència de Madrid, i va dimitir quan aquesta va triomfar.

## Obres
- Teoría de las instituciones judiciarias con proyectos formulados de códigos aplicables a España (1840-1842)
- El régimen municipal de Castilla y el influjo que ha ejercido en las instituciones de este reino (1853)